# Minori Kimura
Minori Kimura (樹村 みのり, Kimura Minori) est une femme japonaise mangaka, née le 11 novembre 1949 dans la préfecture de Saitama, Japon.  Elle est souvent citée comme faisant partie du Groupe de l'an 24, un groupe informel de femmes mangaka considérées comme ayant révolutionné le manga shōjo.

## Biographie
Elle fait ses débuts professionnels en 1964 à l'âge de 14 ans avec son histoire Pique-nique,, sérialisée dans un numéro Spécial printemps de Ribon, publié par Shueisha. À partir de ce point, elle a continué à écrire des histoires pendant ses vacances scolaires qui ont été publiées dans des magazines tels que COM et Ribon Comic. Au cours des années 1960 et au début des années 1970, les circonstances de ses histoires étaient variées, y compris des endroits comme Auschwitz, le Vietnam, et les bidonvilles de Rio de Janeiro, et elles ont couvert des sujets intéressants pour les jeunes filles, en développant les sentiments et les motivations de ses personnages. 
Après son diplôme, elle a pris une courte pause sans publication, avant de revenir avec Gift (贈り物, Okurimono) publié par Shogakukan dans Bessatsu Shōjo Comic en 1974. L'histoire parle des tribulations de la vie à l'école élémentaire. Elle a ensuite publié This Side of the Rape Blossom Field (菜の花畑のこちら側, Nanohana Hatake no Kochiragawa), l'histoire de quatre jeunes filles de la fac qui vivent ensemble. Cette histoire lui a fait gagner en popularité, et à partir de ce moment-là, elle a généralement publié dans les magazines shōjo, seinen et josei des éditeurs Akita Shoten et Kōdansha.
Au cours des dernières années, elle a publié de moins en moins de travaux, et la plupart de ses sorties sont des réimpressions d'œuvres plus anciennes. Elle a tout de même créé plusieurs mangas dont les thèmes sont liés à la santé. Une de ses œuvres a fini sa publication en 2008 dans Mugenkan, un magazine publié par Asahi Shimbun Shuppan.

## Œuvres
- Picnic (1964, Ribon, Shueisha)
- Rain (雨, Ame?) (décembre 1966, Ribon, Shueisha)
- Little Brother (おとうと, Otōto?) (septembre 1969, COM, Mushi Pro)
- The First Day of Liberation (解放の最初の日, Kaihō no Saishō no Hi?) (mai–juin 1970, COM, Mushi Pro)
- To the Sea (海へ, Umi e?) (septembre 1970, Ribon Comic, Shueisha)
- Carnival (カルナバル, Karunabaru?) (octobre 1970, Ribon Comic, Shueisha)
- Winter Fireworks (冬の花火, Fuyu no Hanabi?) (février 1971, Ribon Comic, Shueisha)
- The Flying Box Which Couldn't Fly (跳べないとび箱, Tobenai Tobihako?) (mai 1971, Ribon, Shueisha, collected in Seasons in My Pocket (ポケットの中の季節, Poketto no Naka no Kisetsu?)
- Big Sister's Wedding (おねえさんの結婚, Oneesan no Kekkon?) (septembre 1971, COM, Mushi Pro)
- Happy Talk (こうふくな話, Kōfuku na Hanashi?) (décembre 1971, COM, Mushi Pro)
- Letter from Uruguay (ウルグアイからの手紙, Uruguai kara no Tegami?) (mai 1973, Monthly Funny, Mushi Pro, collected in Seasons in My Pocket 2 (ポケットの中の季節2, Poketto no Naka no Kisetsu Tsū?)
- Gift (octobre 1974, Bessatsu Shōjo Comic, Shogakukan
- Unseen Autumn (見えない秋, Mienai Aki?) (novembre 1974, Bessatsu Shōjo Comic, Shogakukan)
- Rape Blossoms (菜の花, Nanohana?) (janvier 1975, Bessatsu Shōjo Comic, Shogakukan)
- Wingless Bird (翼のない鳥, Tsubasa no Nai Tori?) (avril-mai 1975, Bessatsu Shōjo Comic, Shogakukan)
- Sick Day (病気の日, Byōki no Hi?) (août 1975, Ribon Comic, Shueisha)
- Our Beginning (わたしたちの始まり, Watashi-tachi no Hajimari?) (septembre 1975, Bessatsu Shōjo Comic, Shogakukan)
- This Side of the Rape Blossom Field (novembre 1975-January 1976, Bessatsu Shōjo Comic, Shogakukan)
- Early Spring (早春, Sōshun?) (printemps 1976, Ribon Deluxe, Shueisha)
- The People Living in the Stars (星に住む人びと, Hoshi ni Sumu Hitobito?) (novembre 1976, Bessatsu Shōjo Comic, Shogakukan)
- That and This Side of the Rape Blossom Field (菜の花畑のむこうとこちら, Nanohana Hatake no Mukō to Kochira?) (mars 1977, Bessatsu Shōjo Comic, Shogakukan)
- My Alien (わたしの宇宙人, Watashi no Uchūjin?) (1er mai 1977, Big Comic Original, Shogakukan)
- If the Rape Blossom Field Is also Clinging to the Night (菜の花畑は夜もすがら, Nanohana Hatake wa Yoru mo Sugara?) (octobre 1977, Bessatsu Shōjo Comic, Shogakukan)
- Suitable Maidens (カッコーの娘たち, Kakkō no Musume-tachi?) (avril, juin 1978, Mimi, Kodansha)
- Dog Dog Dog Tales (犬・けん・ケン物語, Ken Ken Ken Monogatari?) (mai–juin, septembre 1978, Princess, Akita Shoten)
- Many Thanks for Supporting "Nanohara Hatake" (菜の花畑は満員御礼, Nanohara Hatake wa Man'in Onrei?) (décembre 1978, Bessatsu Shōjo Comic, Shogakukan)
- Flight (avril 1979, Seventeen, Shueisha)
- Marta and Leeza (マルタとリーザ, Maruta to Rīza?) (décembre 1979 - February 1980, Manga Shōnen, Asahi Sonorama)
- Kain of the Beach (海辺のカイン, Umibe no Kain?) (juin, août, novembre 1980 et janvier, March 1981, Mimi, Kodansha)
- Bad Girl (悪い子, Warui Ko?) (août 1980, Petit Comic, Shogakukan)
- John B's Summer (ジョーン・Ｂの夏?) (été 1980, Petit Flower, Shogakukan)
  - version révisée, publiée dans le numéro du 1er juillet 1981 de The Boys and Girls SF Manga Complete Collection (少年少女ＳＦマンガ大全集, Shōnen Shōjo Esuefu Manga Daizenshū?)
- Pyūgurumun (ピューグルムン?) (janvier - mars 1981, Petit Comic, Shogakukan)
- Azami's Flower (あざみの花, Azami no Hana?) (août, December 1981, February 1982, Comic Tom, Ushio Publishing)
- Warped Mirror (歪んだ鏡, Yuganda Kagami?) (Early Spring Special 1982, Bonita, Akita Shoten)
- Mother's Daughters (母親の娘たち?) (janvier - juin 1984, Bonita Eve, Akita Shoten)
- Takako Doi Graffiti (土井たかこグラフティ, Doi Takako Gurafuti?) (décembre 1989, Scola Magazine, )
- An Outside View series (シリーズ・横からの構図, Shirīzu: Yokokara no Kōzu?) (octobre 1990 - August 1992, Human Sexuality)
- Their Crimes (彼らの犯罪, Karera no Hanzai?) (décembre 1992, Rosa)
- Parents Kill (親が・殺す, Oya ga Korosu?) (mars 1993, Rosa)
- The Entrance to Dreams (夢の入り口, Yume no Iriguchi?)(septembre 1993, Bell Rosa)
- Toward a World Without Sexual Harassment (セクシュアル・ハラスメントのない世界へ, Sekushuaru Harasumento no Nai Sekai e?) (May 2000, Tokyo Women's Foundation)
- After Seeing You Off (見送りの後で, Miokuri no Ato de?) (2006, Mugenkan, Asahi Shimbun Shuppan)
- The People Living in the Stars (2007, Mugenkan, Asahi Shimbun Shuppan, remake of her 1976 series)